# Hotel des Mille Collines

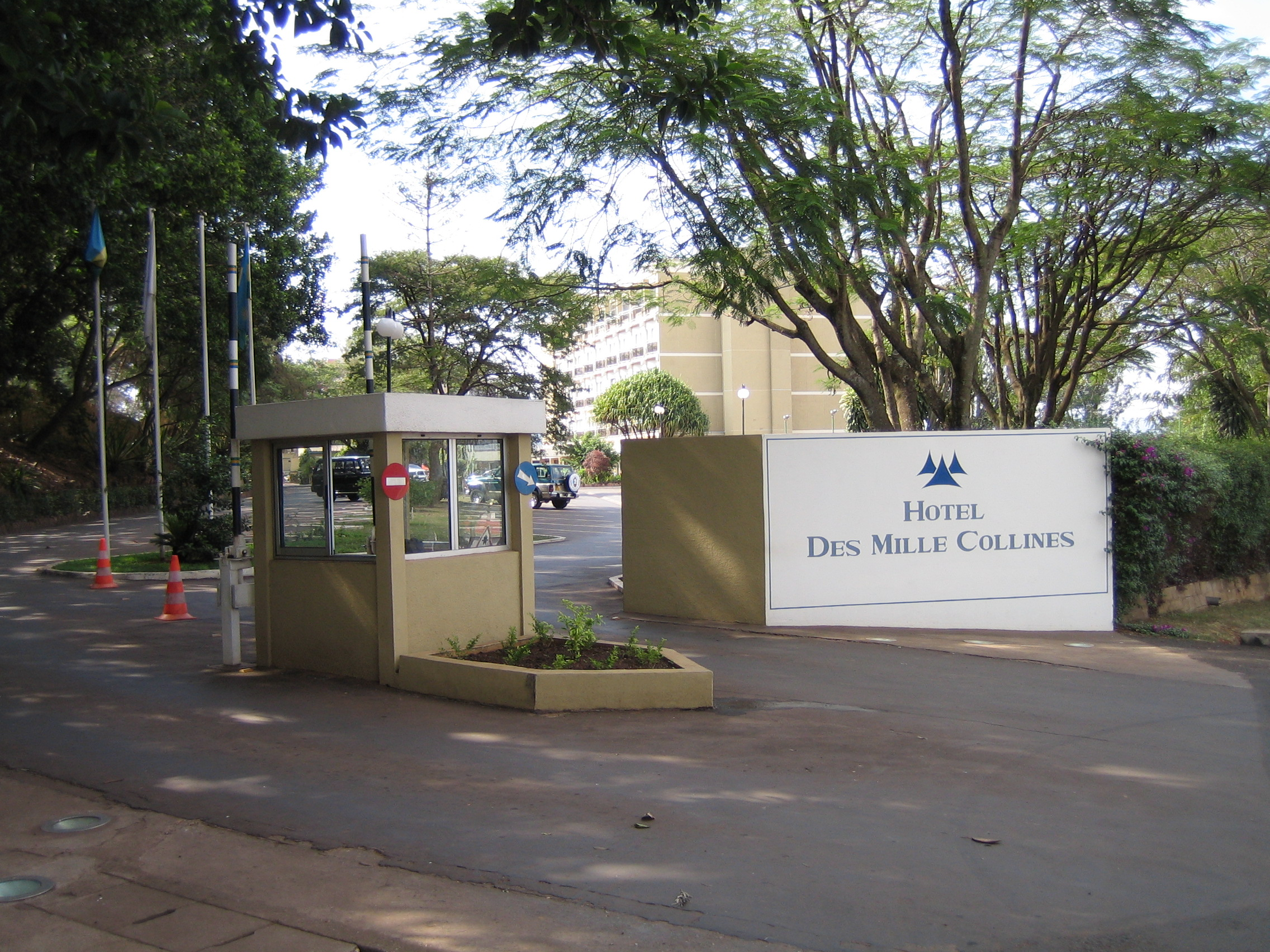
Brama wjazdowa do hotelu

Hotel des Mille Collines – czterogwiazdkowy hotel w Kigali, w Ruandzie, należący obecnie do Mikcor Hotels Holding. Znany stał się po nakręceniu filmu Hotel Ruanda.

## Podczas ludobójstwa w 1994 r.
W hotelu, podczas ludobójstwa w Rwandzie w 1994 r., schronienie znalazło 1 268 cywilów Tutsi i Hutu. Ukrywani byli oni przez dyrektora hotelu – Paula Rusesabaginę. Historia ta stała się kanwą nakręconego w 2004 r. filmu Hotel Ruanda. Film kręcony był w podobnym hotelu w Południowej Afryce.
Sam Hotel des Mille Collines stał się planem filmowym, dla nakręconego w 2005 r. francusko-amerykańskiego dramatu wojennego Czasem w kwietniu (ang. Sometimes in April), wyświetlonego w stacji HBO. Film ten również opowiada o Ludobójstwie w Ruandzie.

## Hotel obecnie
Hotel posiada 112 pokoi, 3 sale konferencyjne, bar, restaurację i basen.
15 września 2005 r. hotel został przejęty za 3,2 mln USD od poprzedniego właściciela – Belgijskich linii lotniczych Sabena (byli jego właścicielami od 1994 r.), przez Mikcor Hotels holding.